# Яхонтов, Александр Андреевич
Алекса́ндр Андре́евич Я́хонтов (1786—1862) — русский военный и государственный деятель, участник Наполеоновских войн, сенатор, действительный тайный советник.

## Биография
Родился в 1786 году и происходил из дворян Псковской губернии. По окончании Пажеского корпуса Яхонтов в 1802 г. был выпущен из камер-пажей корнетом в Кавалергардский полк, а 4 июля 1804 г. произведён в поручики.
Служа в кавалергардах до 1811 года, он совершил с ними походы 1805 года в Австрию и 1806—1807 годов в Пруссию, участвовал в сражении при Аустерлице и был награждён орденом св. Анны 3-й степени.
В 1809 г. Яхонтов был произведён в ротмистры, а в 1811 году по болезни вышел в отставку с чином полковника. После вторжения Наполеона в пределы России Яхонтов вновь поступил на службу полковником в Петербургское ополчение и был назначен шефом волонтерного полка его имени и, состоя в авангарде корпуса маркиза Паулуччи, участвовал в изгнании французов из пределов России.
С этим же полком Яхонтов был в Заграничном походе, находясь в авангардных делах при Мелаукене, Лаузенкрузе и при занятии Кенигсберга, причем за последнее был награждён орденом св. Владимира 3-й степени. Далее, Яхонтов находился в делах с неприятелем при Розенберге, Ламенау и при преследовании французов до крепости Данциг, а затем с 6 января по 3 мая состоял в отряде Левиза, предназначенном для блокады Данцига. За участие в обложении этой крепости он был награждён прусским орденом «Pour le mérite». С 3 мая Яхонтов действовал в партизанских отрядах, участвуя в деле при Кенигсварте и в сражении при Бауцене, а после поражения союзных армий под Бауценом и отступлении их на Горлиц и Швейдниц он находился сначала в арьергарде, прикрывавшем отступление русских войск, а затем до Пойшвицкого перемирия действовал весьма удачно с партизанами в тылу неприятельской армии; за участие в этих действиях он удостоился получить Монаршее благоволение.
С возобновлением военных действий Яхонтов находился в северной армии кронпринца шведского. За отличие, оказанное в сражениях при Гроссберене и Денневице и при преследовании французов до крепости Торгау, Яхонтов был награждён орденом св. Анны 2-й степени, а за взятие 4-х орудий в сражении под Лейпцигом удостоился получить орден св. Георгия 4-й степени (6 октября 1813 года, № 2690 по кавалерскому списку Григоровича — Степанова) и шведский орден Меча; в этом сражении он был ранен в правый бок картечью и в правую руку гранатным осколком.
Кампанию 1814 года Яхонтов сделал, также командуя волонтерным полком, участвовал в делах у Арси-сюр-Об, при Сен-Дизье (за отличие в котором награждён золотой саблей с надписью «За храбрость»), при Витри и во взятии Парижа. За участие в войне за освобождение Германии, кроме золотой сабли, он получил гессен-кассельский орден «За военные заслуги».
В 1815 году, когда волонтёрный полк, которым командовал Яхонтов, был распущен, он определён был состоять по кавалерии, а в 1820 г. назначен командиром Тираспольского конно-егерского полка.
Масон, член петербургской ложи «Соединённых друзей», её второй надзиратель с 1817 года.
30 августа 1824 года Яхонтов произведён был в генерал-майоры и назначен командиром 1-й бригады 1-й драгунской дивизии, а в 1827 г. был переведён командиром 1-й бригады 2-й кирасирской дивизии и в 1829 году удостоен ордена св. Анны 1-й степени (императорская корона к этому ордену пожалована в 1832 году). С этой бригадой Яхонтов в 1831 году участвовал в усмирении польского мятежа, командуя отдельным отрядом, действовавшим в Августовском воеводстве, с целью уничтожить сильные партии мятежников под предводительством князя Мирского. В короткое время Яхонтову удалось водворить спокойствие и безопасность в этом крае. За последнюю кампанию он получил польский знак отличия за военное достоинство (Virtuti Militari) 2-й степени.
В 1832 году он был назначен начальником 2-й кирасирской дивизии и награждён императорской короной к ордену св. Анны 1-й степени. Произведённый 6 декабря следующего года в генерал-лейтенанты, он в 1835 г. был пожалован орденом св. Владимира 2-й степени, а в 1842 г. был назначен состоять по кавалерии, с отчислением от должности. В следующем 1843 году состоялось назначение его председателем комиссии военного суда при Московском ордонанс-гаузе; в 1849 г. он получил орден Белого орла, а в 1855 г. был назначен сенатором во II отделение 6-го департамента Сената в Москве и в 1861 г. переименован в действительные тайные советники.
Скончался в Москве 20 июня (2 июля) 1862 года и был погребён на Ваганьковском кладбище (могила не сохранилась).

## Семья
Был женат дважды:
1. Екатерина Александровна (1784—1808) — гречанка, спасённая из турецкого плена. Она была принята и воспитана при дворе Императрицы Марии Фёдоровны и стала её любимицей. Рано скончалась и была похоронена в Александро-Невской Лавре; сохранился памятник на могиле. От этого брака у него было четверо детей: Юлия, Николай (1806), Валериан (1807—1883)[2] и Павел.
2. Александра Лазаревна, урождённая Текели (?—1863). Детей от этого брака не было.

Правнук: Аркадий Николаевич Яхонтов — был внуком его сына, Николая; окончил Александровский лицей (1899).